# Mallotus microcarpus
Mallotus microcarpus är en törelväxtart som beskrevs av Ferdinand Albin Pax och Käthe Hoffmann. Mallotus microcarpus ingår i släktet Mallotus och familjen törelväxter. Inga underarter finns listade i Catalogue of Life.